# Caridad la Negra
María de la Caridad Norberta Pacheco Sánchez, más conocida por su apodo Caridad la Negra (Cartagena, 6 de junio de 1879-ibidem, 1 de marzo de 1960), fue una prostituta y madama española, renombrada por su actividad durante los últimos años de la Restauración y su protección a personas e imágenes de culto durante la guerra civil española.

## Biografía
Caridad nació en Cartagena en 1879, hija de Félix Pacheco Martínez y Rosalía Sánchez Moreno, quienes eran respectivamente naturales de Algezares y Caravaca de la Cruz. Su madre, de la cual se ignora si fue también prostituta, trabajó como modelo del pintor Manuel Ussel de Guimbarda, quien según los testimonios recogidos por Martínez Pastor (2004), se encaprichó de la entonces joven hija de la mujer que posaba para él, «apenas casi una niña», y mantuvo relaciones con Caridad con la aquiescencia de su madre. Fue desde entonces Caridad Pacheco una de las principales musas del artista, hasta el punto de emplear su rostro para representar a María Magdalena en una de las pechinas de la Basílica de la Caridad. El fotógrafo José Casaú se interesó asimismo por los servicios como modelo de aquella, cuyo tono de piel moreno le ganó el apodo de «La Negra».
En un punto desconocido de su vida, Caridad Pacheco se convirtió en prostituta, si bien es conocido que consiguió hacerse con bastante dinero como para terminar dirigiendo su propio burdel en el Molinete, el popular barrio chino de Cartagena donde bares y cafés cantantes compartían espacio con los prostíbulos. El establecimiento regentado por Caridad alcanzó cierta notoriedad, pues acudían hombres de los estratos más elevados de la ciudad tales como representantes de la burguesía local u oficiales de la guarnición y la base naval.
Tras el golpe de Estado de julio de 1936 y el subsiguiente estallido de la guerra civil, Cartagena permaneció en poder de las autoridades republicanas. Durante los primeros días de la contienda, se vivieron una serie de tumultos durante los cuales se significó Caridad la Negra, cuando escondió a muchas personas en peligro. Así, salvó a una mujer perseguida por milicianos incontrolados haciéndola pasar como una más de sus meretrices, y ocultó en su casa de La Palma a algunos oficiales de la Armada huidos tras el motín prorrepublicano de la marinería. Pero su acción más destacada tuvo lugar el 25 de julio de 1936, cuando una multitud se reunió ante la Basílica de la Caridad con la intención de saquear el templo y destruir las imágenes que custodiaba, como ya había sucedido al resto de iglesias de la ciudad. Caridad la Negra condujo entonces a las prostitutas del Molinete ante las puertas de la basílica para impedir el asalto, y formaron una barrera en torno al concejal Miguel Céspedes Pérez cuando fue increpado al llamar a los congregados a disolverse. Finalmente, las apelaciones tanto de Céspedes (PCE) como del también concejal José López Gallego (IR) consiguieron deponer la actitud del gentío, que se marchó dejando intacto el edificio.
Caridad fue apresada por un tiempo en la cárcel de San Antón, y terminada la contienda en 1939, fue condecorada con la Cruz del Mérito Naval por el capitán general Francisco Bastarreche por su auxilio a los oficiales fugitivos en 1936. En la posguerra se entregó a las obras caritativas, y aún intermedió por víctimas de la represión franquista. Desde 1947, mantuvo el hábito de depositar ante la talla de la Virgen de la Caridad una rosa de color rojo oscuro, y tras su fallecimiento, los portapasos marrajos adquirieron en su honor la tradición de entregar un ramo de rosas negras a la imagen cada Viernes de Dolores. Caridad expiró en 1960, siendo despedida con un gran cortejo fúnebre compuesto por los sectores humildes de la sociedad, y algunos de sus antiguos amigos pudientes.

## Cultura popular
La personalidad y la vida de Caridad la Negra inspiraron a algunos autores a la hora de crear obras de ficción. Este fue el caso de Darío Fernández Flórez, que publicó la novela Lola, espejo oscuro en 1950, llevada al cine por el director Fernando Merino en 1965; y de Ginés Cruz Zamora, quien publicó su novela Rosas negras en el año 2017. El escritor lorquino José María Castillo-Navarro publicó en 1954 una obra que tomó el nombre de Caridad la Negra, si bien esta no es la protagonista sino la propietaria del prostíbulo donde se desarrolla el relato. Asimismo, el novelista cartagenero Arturo Pérez-Reverte bautizó con el nombre de Caridad Negra una de las galeras cristianas protagonistas en Corsarios de Levante (2006), sexta entrega de Las aventuras del capitán Alatriste.
En el ámbito teatral, Miguel Ángel Montanaro y Enrique Escudero escribieron en 2014 la serie El Molinete: amores cantados a la luz de una farola, con Caridad la Negra como uno de los personajes principales.